# Eugénie Duchoiselle

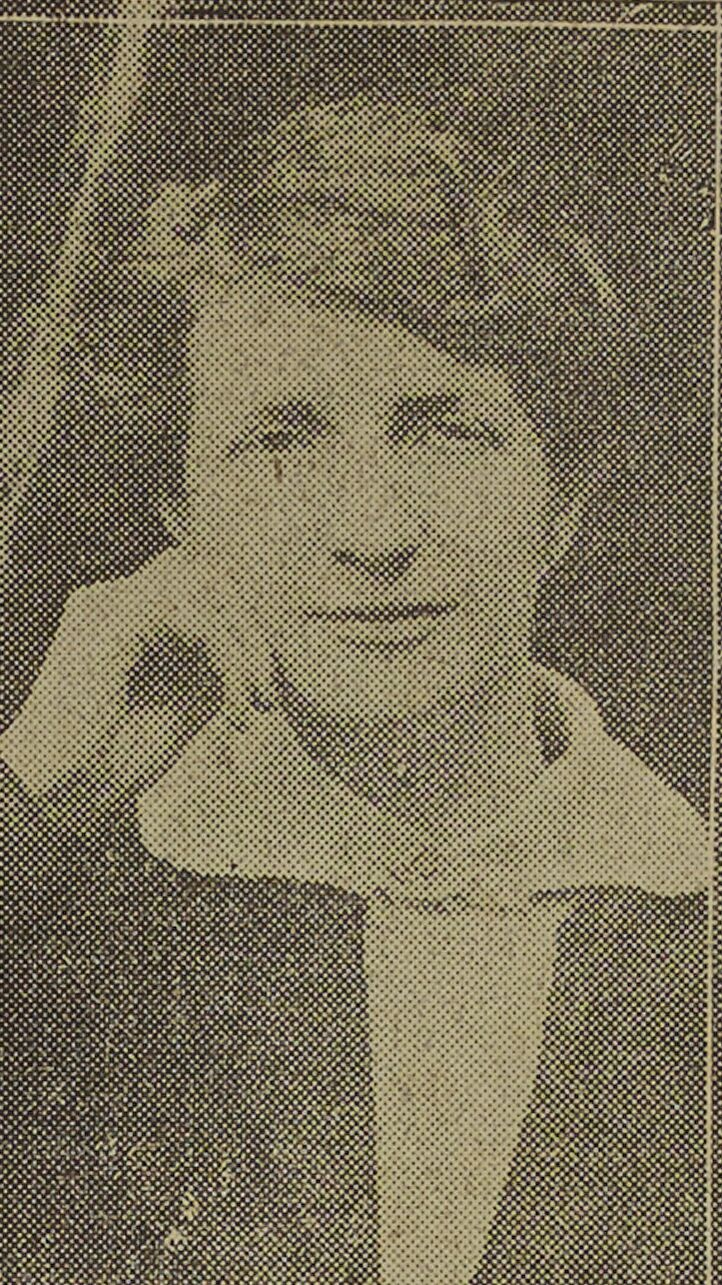
Eugénie Duchoiselle, The Paris Times, 1927

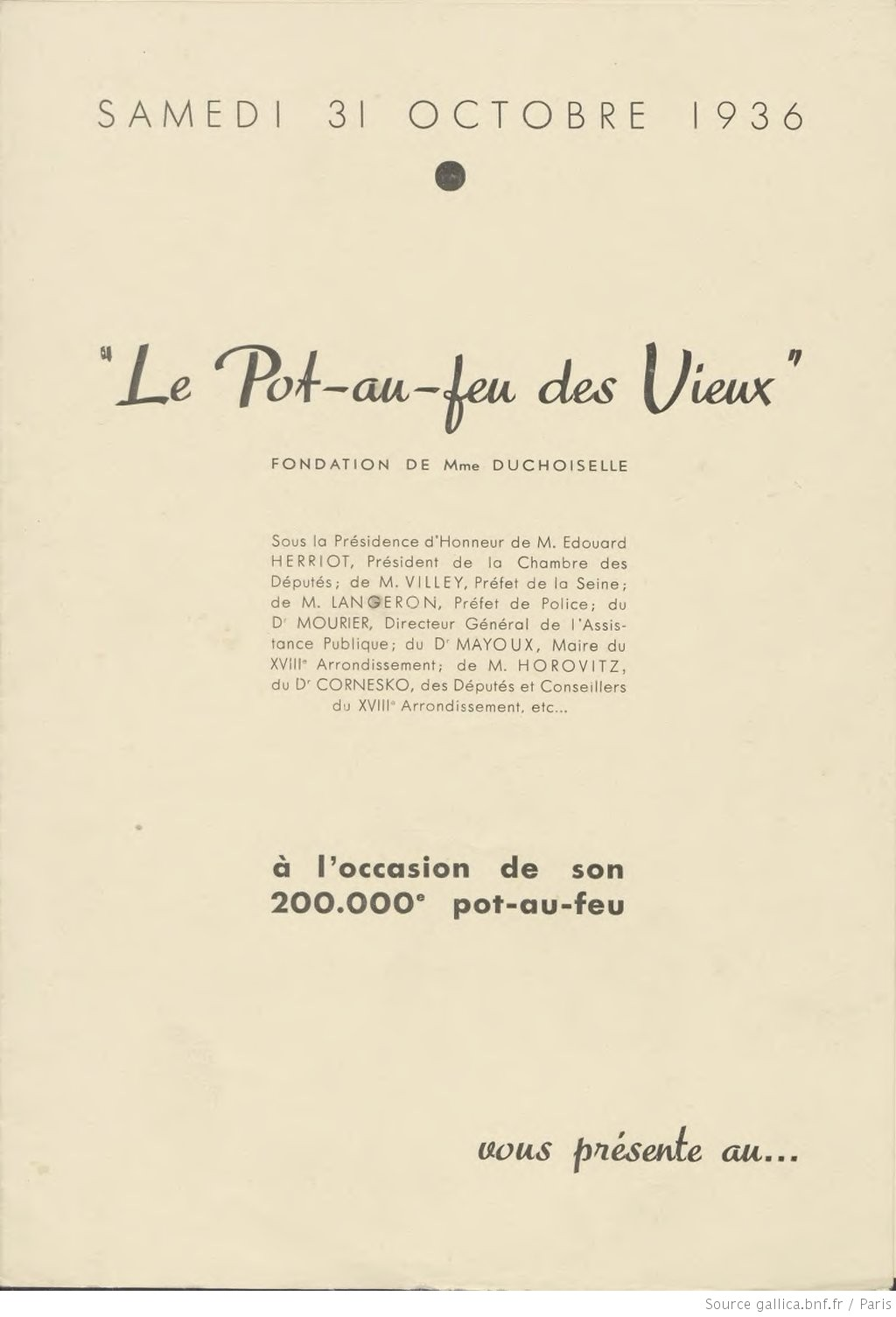
Einladungskarte für den Abend des 31. Oktober 1936, an dem der 200.000. servierte Pot-au-feu gefeiert wurde. Ehrenvorsitzender der Gala war Édouard Herriot

Eugénie Duchoiselle (* 20. März 1879 in Auxerre als Eugénie Pelcot; † 26. Juli 1966 ebenda) war eine französische Philanthropin. Sie war die Gründerin der Pot-au-Feu des Vieux („Fleischtopf der Alten“), die als Vorläufer der Hilfsorganisation Les Restos du Cœur gelten und war daher auch unter dem Spitznamen „Madame Pot-au-Feu“ bekannt.

## Leben
Eugénie Duchoiselle wurde in Auxerre geboren und war mit dem Architekten Francis Duchoiselle verheiratet. In den 1930er-Jahren gründete sie die „Pot-a-feu des Vieux“ (unter Vieux, also Alten, verstand sie Menschen über 75), in denen sie kostenlos Gerichte wie Eintöpfe, Crêpes oder Galettes servierte. Auch Lebensmittelpakete oder andere Produkte wie Kleidung oder Kohle gab sie ab. Finanziert wurden die Waren durch Wohltätigkeitsveranstaltungen, Bälle, Konzerte und Galas. Dabei wurde sie von zahlreichen Prominenten wie Joséphine Baker, Michel Simon oder Marie „Missie“ Wassiltschikow unterstützt. Metzger unterstützten sie mit Preisnachlässen und Prominente und Freunde mit Spenden. Sie erklärte „avoir des amis un peu partout et en avoir assez pour ne pas être obligé d’aller demander toujours aux mêmes“ (sie habe überall und genügend Freunde, um nicht immer die gleichen fragen zu müssen).
1934 betreute sie in Montmartre 200 Menschen, 1936 soll sie bereits 200.000 Eintöpfe abgegeben haben. Sie führte ihre Tätigkeit auch während der Besatzungszeit fort. Neben weiteren Ausgabestellen betrieb sie auch eine Krankenstation („Die Ambulanz Duchoiselle, das ist Nächstenliebe in einer Mansarde“, soll der Präfekt des Départements Seine gesagt haben).
Duchoiselle war keine Frauenrechtlerin. Während der Kampagne Louise Weiss’ für das Frauenwahlrecht agitierte sie gegen diese Politikerin.

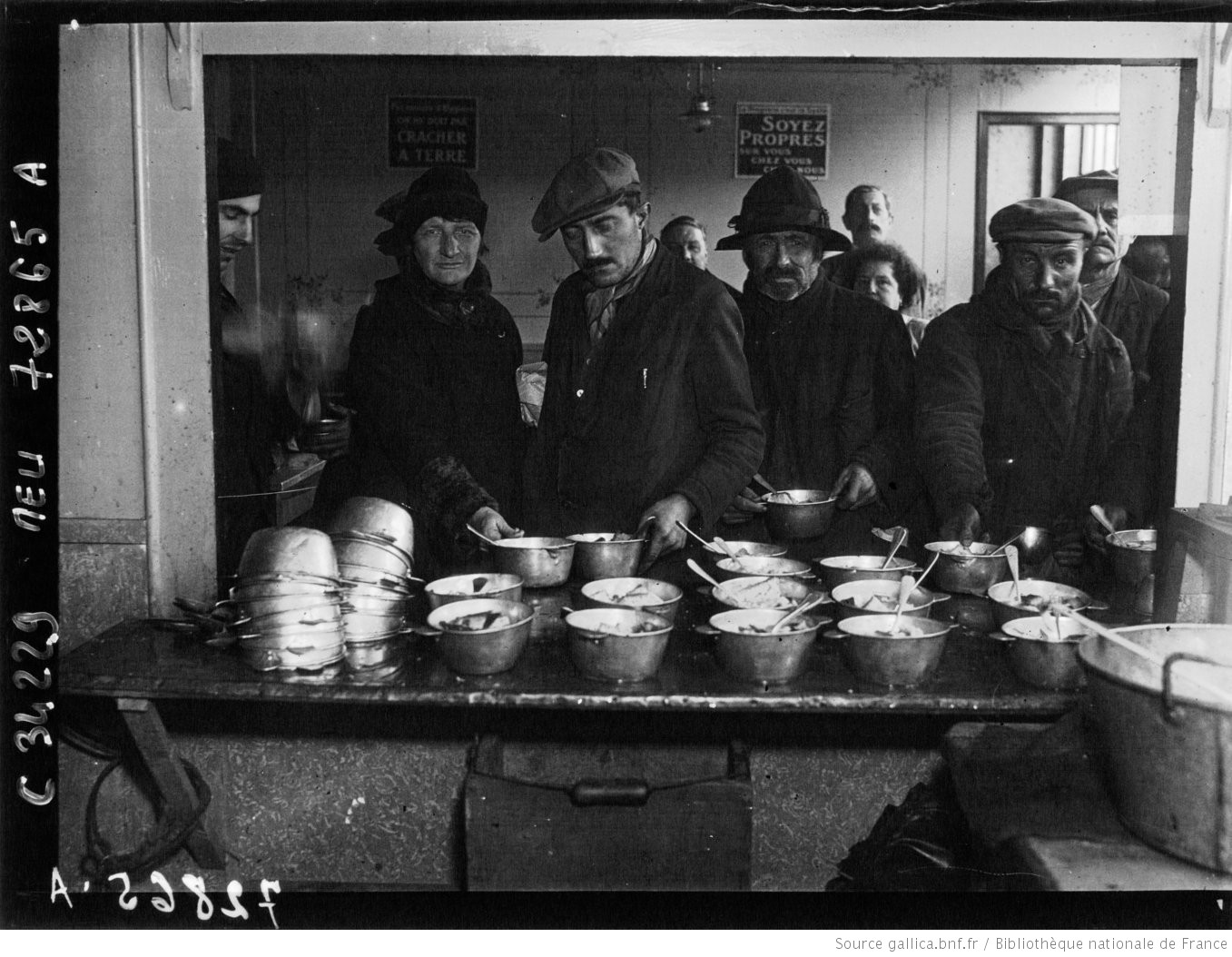
Essensausgabe 1929
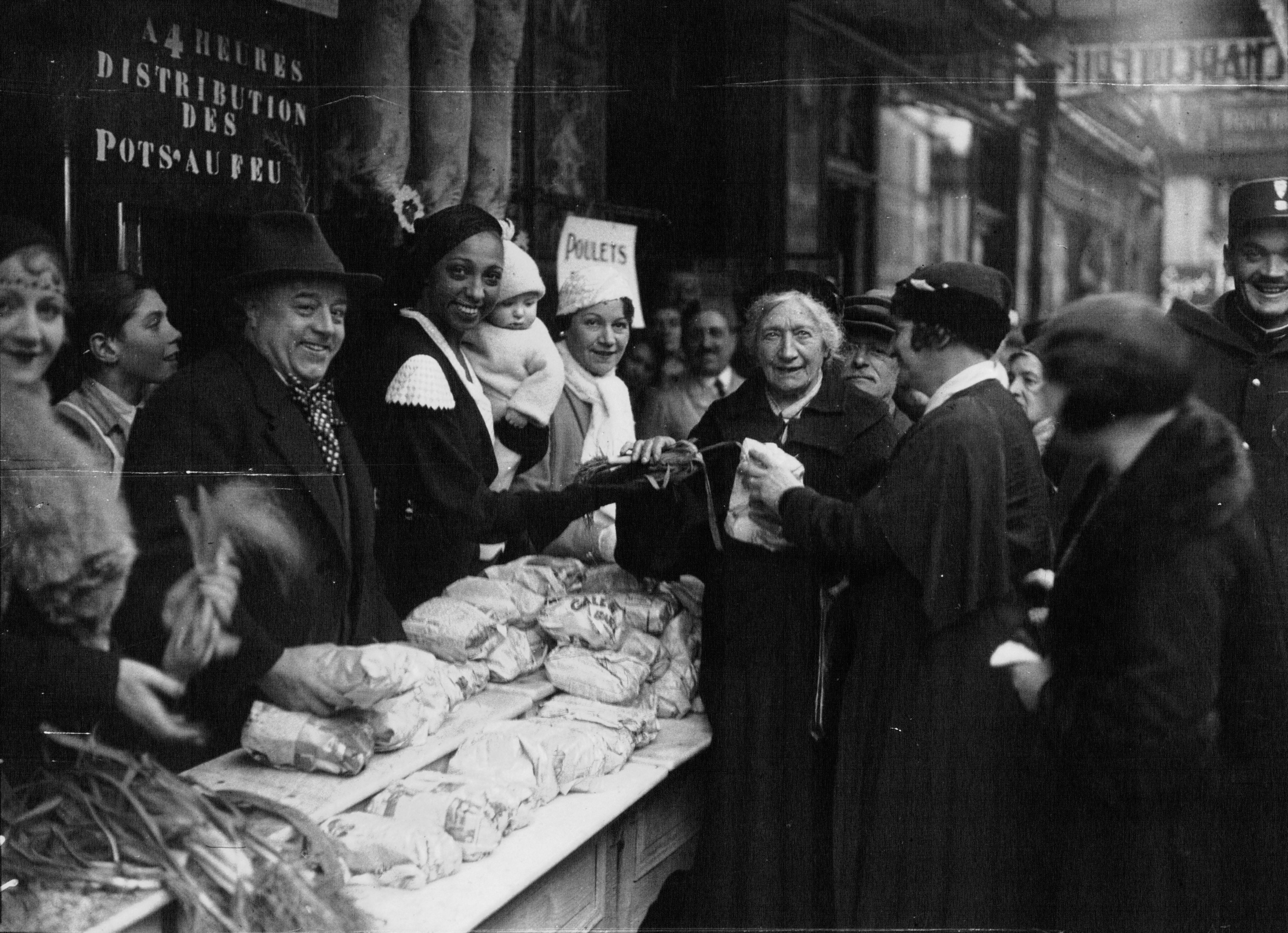
Joséphine Baker bei einer Essensausgabe
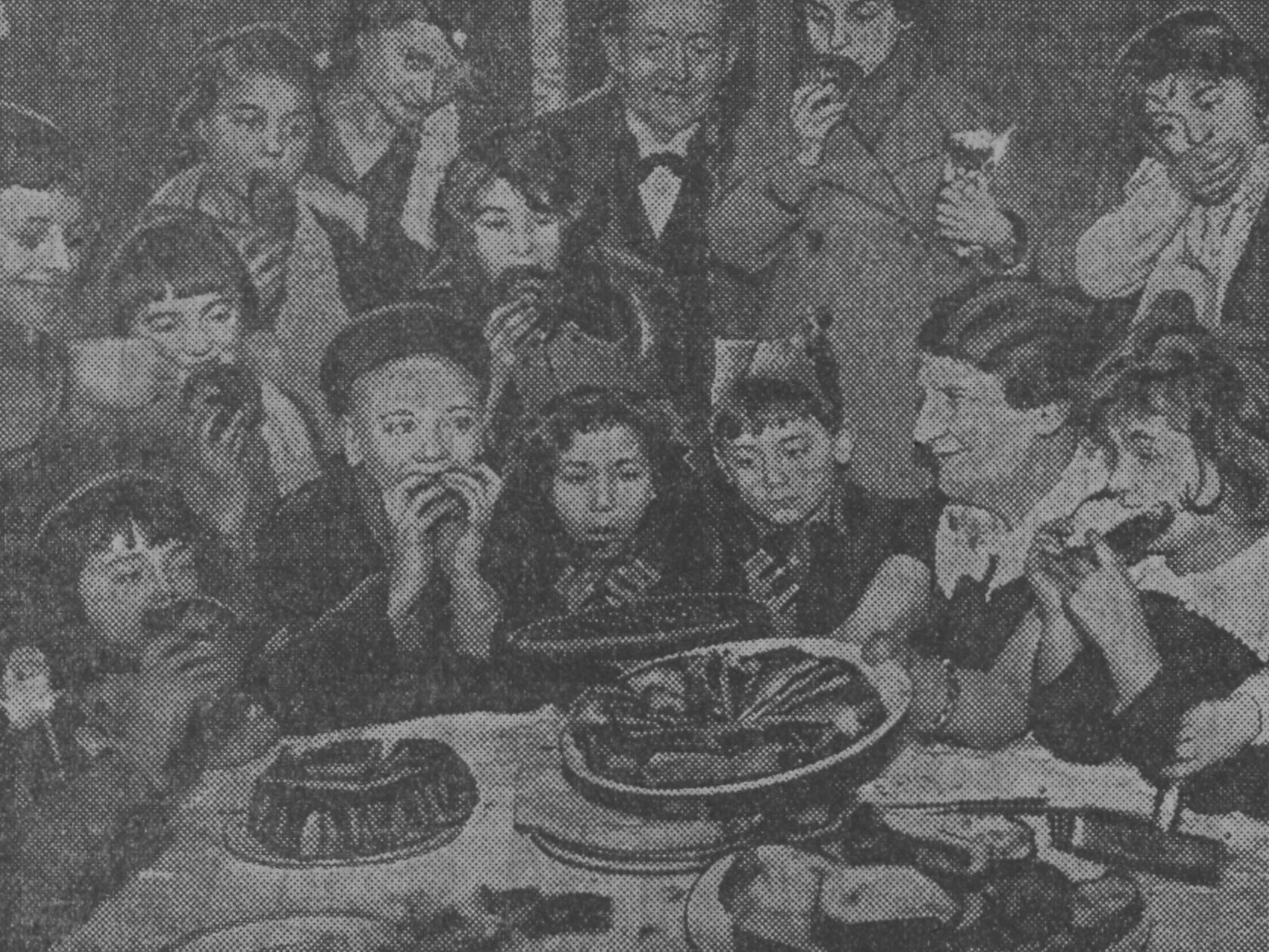
Galette des Rois, Eugénie Duchoiselle
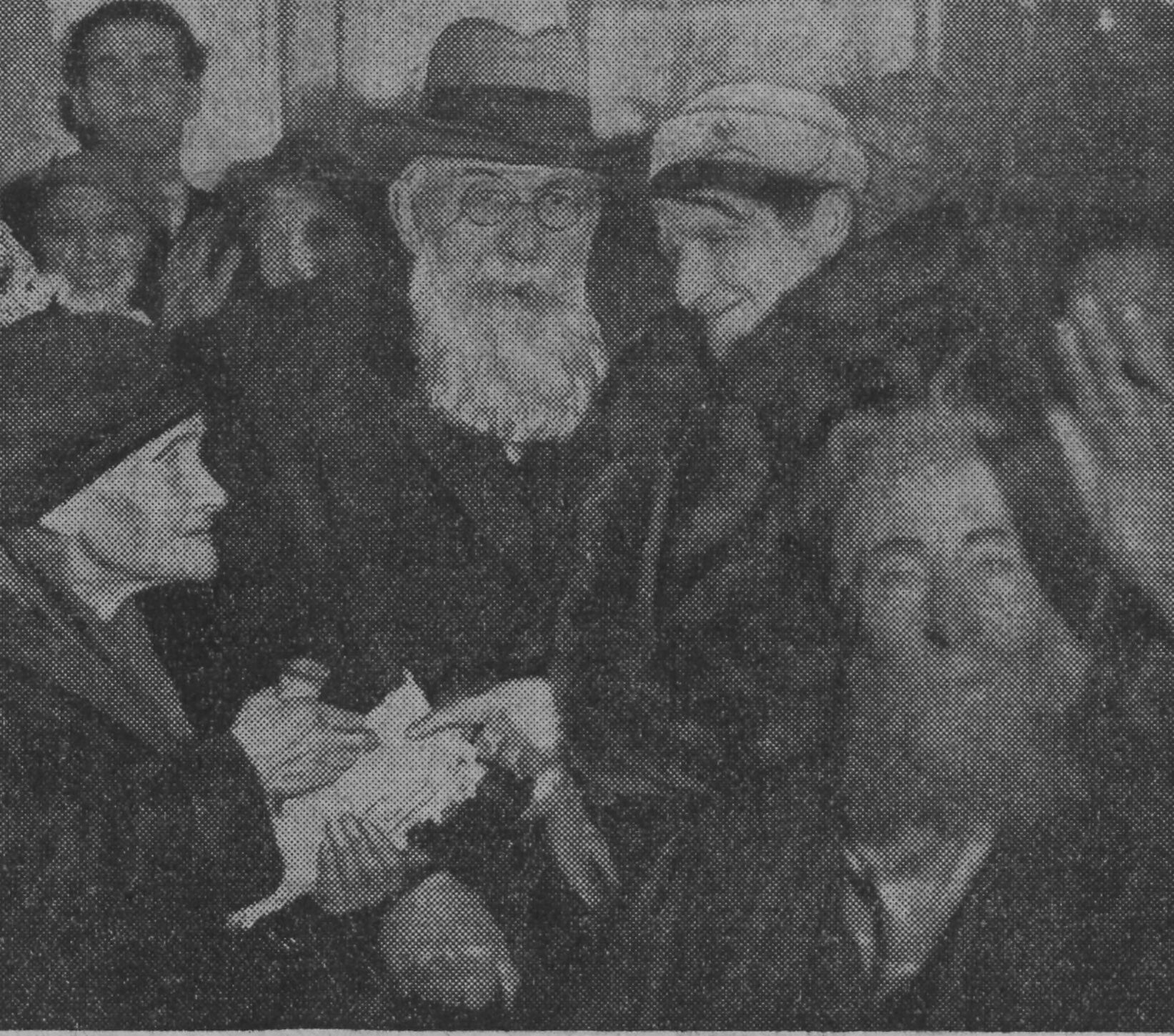
Eugénie Duchoiselle inmitten der Alten